# Sun (canción de John Lydon)
"Sun" (en español, "Sol") es una canción del músico y compositor británico John Lydon, exmiembro de las bandas inglesas Sex Pistols y Public Image Ltd. Es el cuarto tema de su álbum en solitario Psycho's Path.
Fue elegido como primer y único sencillo del disco y lanzado en julio de 1997.

## Lista de canciones
| US 7" single |                           |          |  |
| N.º          | Título                    | Duración |  |
| 1.           | «Sun»                     |          |  |
| 2.           | «Grave Ride / Psychopath» |          |  |

## Personal
| - John Lydon: Voz, guitarra, bajo, teclados, producción y diseño de la portada. - Martin Lydon: Guitarra - Mark Saunders: Teclados, producción |

### Producción
- Leftfield
- Moby
- Danny Saber